# 川嶋四郎
川嶋 四郎（かわしま しろう）は、日本の法学者。専門は、民事訴訟法・民事救済法。学位は、博士（法学）（九州大学・論文博士・2007年）。九州大学法学部教授等を経て、同志社大学法学部教授。日本民事訴訟法学会理事。第25･26期日本学術会議会員。

## 人物・経歴
滋賀県甲賀市生まれ。膳所高等学校を経て、1982年早稲田大学法学部卒業。1984年一橋大学大学院法学研究科修士課程修了、法学修士。1987年一橋大学大学院法学研究科博士後期課程単位取得満期退学、2007年九州大学より博士（法学）の学位を取得。
1987年一橋大学法学部助手。1988年4月小樽商科大学商学部専任講師、1988年10月同助教授を経て、1991年熊本大学法学部助教授。1997年九州大学法学部助教授。1999年同教授。2001年ノースカロライナ大学ロースクール客員教授。2008年同志社大学法学部法律学科教授。2020年第25期日本学術会議会員（法学委員会副委員長）。2023年第26期日本学術会議会員（法学委員会委員長）。
専門は民事訴訟法。具体的には、民事訴訟法、民事執行法、民事保全法、倒産法、裁判外紛争解決手続、裁判所法、環境法などの領域で法的救済のあり方を研究する。日本民事訴訟法学会理事、司法アクセス学会理事、仲裁ADR学会理事、日本学術会議連携会員等を歴任。また、ベトナムの民事訴訟法改正、破産法改正、判決執行法制定や国家司法学院創設などの法整備支援等にも携わった。

## 著書

### 単著
- 『民事訴訟過程の創造的展開』弘文堂 2005年
- 『差止救済過程の近未来展望』日本評論社 2006年
- 『民事救済過程の展望的指針』弘文堂 2006年
- 『アメリカ・ロースクール教育論考』弘文堂 2009年
- 『日本人と裁判』法律文化社 2013年
- 『民事訴訟法概説』弘文堂 2013年
- 『民事訴訟法』日本評論社 2013年
- 『民事訴訟法概説〔第2版〕』弘文堂 2016年
- 『公共訴訟の救済法理』有斐閣 2016年
- 『民事訴訟法概説〔第3版〕』弘文堂 2019年
- 『民事訴訟の簡易救済法理』弘文堂 2020年
- 『日本史のなかの裁判』法律文化社 2022年
- 『民主司法の救済形式』弘文堂 2023年
- 『民事訴訟法概説〔第４版〕』弘文堂 2024年
- 『法学教育の四半世紀』日本評論社 2025年

### 共編著
- 『民事手続法入門』（佐藤鉄男、和田吉弘、日比野泰久、松村和徳各教授と共著）有斐閣　2002年
- 『民事手続法入門〔第２版〕』（佐藤鉄男、和田吉弘、日比野泰久、松村和徳各教授と共著）有斐閣　2005年
- 『民事手続法入門〔第３版〕』（佐藤鉄男、和田吉弘、日比野泰久、松村和徳各教授と共著）有斐閣　2009年
- 『テキストブック現代司法〔第５版〕』（木佐茂男、宮澤節生、佐藤鉄男、水谷規男、上石圭一各教授と共著）日本評論社　2009年
- 『民事手続法入門〔第４版〕』（佐藤鉄男、和田吉弘、日比野泰久、松村和徳各教授と共著）有斐閣　2012年
- 『会社事件手続法の現代的展開』（中東正文教授と共編著） 日本評論社　2013年
- 『レクチャー日本の司法』（松宮孝明教授と共編著） 法律文化社　2014年
- 『テキストブック現代司法〔第６版〕』（木佐茂男、宮澤節生、佐藤鉄男、水谷規男、上石圭一各教授と共著）日本評論社　2015年
- 『民事手続法入門〔第５版〕』（佐藤鉄男、和田吉弘、日比野泰久、松村和徳各教授と共著）　有斐閣　2018年
- 『はじめての民事手続法』（笠井正俊教授と共編著）有斐閣　2020年
- 『民事執行・保全法』（野村秀敏、大内義三、河崎祐子、園田賢治、柳沢雄二、川嶋隆憲教授と共著） 法律文化社 2021年
- 『判例民事訴訟法入門』（川嶋四郎編著）日本評論社 2021年
- 『民事裁判ICT化論の歴史的展開』（笠原毅彦、上田竹志両教授と共著）　日本評論社　2021年
- 『民事執行・保全法入門』（川嶋四郎編著）日本評論社　2024年
- 『はじめての民事手続法〔第２版〕』（笠井正俊教授と共編著）有斐閣　2024年